# Авыр-Сирмы
А́выр-Сирмы́ (чув. Авăр Çырми) — деревня в Вурнарском районе Чувашской Республики. Входит в состав Азимсирминского сельского поселения.

## География
Находится в центральной части Чувашии, на расстоянии приблизительно 19 км на север-северо-запад по прямой от районного центра посёлка Вурнары.

## История
Известна с 1858 года как околоток деревни Четвёртая Тинсарина (ныне не существует), когда здесь было учтено 85 жителей. В 1906 году было учтено 28 дворов и 134 жителя, в 1926 — 39 дворов, 194 жителя, в 1939 — 236 жителей, в 1979 — 153. В 2002 году было 48 дворов, в 2010 — 39 домохозяйств. В 1931 году был образован колхоз «Дружба», в 2010 действовали ООО "Агрофирма «Фавн», ООО "Агрофирма «Бизон».

## Население
Постоянное население составляло 133 человека (чуваши 98 %) в 2002 году, 107 — в 2010.